# 90 Minutes: Sega Championship Football
90 Minutes: Sega Championship Football é um jogo eletrônico de futebol desenvolvido pela Smilebit e publicado pela Sega para o console Dreamcast no ano de 2001. Uma versão melhorada do game foi lançada no Japão sob o título de J.League Spectacle Soccer em 2002.

## Jogabilidade
Os jogadores têm a liberdade de escolher 32 equipes nacionais, bem como equipes de clubes das principais ligas da Europa e do mundo. Os clubes podem ser escolhidos nas ligas inglesa, francesa (substituída pela japonesa na versão asiática), alemã, italiana e espanhola. Os jogadores podem disputar a World Championship (com base na Copa do Mundo) ou disputar o título em uma competição na Liga Nacional.